# Gare de Goes
La gare de Goes (en néerlandais station Goes) est une gare néerlandaise située à Goes, dans la province de la Zélande.
Elle est située sur la ligne Rosendael - Flessingue, desservant la péninsule zélandaise formée par Zuid-Beveland et Walcheren. L'actuel bâtiment de gare date de 1982 et a été dessiné par l'architecte Koen van der Gaast.
Les trains s'arrêtant à la gare de Goes font partie du service assuré par les Nederlandse Spoorwegen reliant Flessingue à Rosendaël, régulièrement en service continu jusqu'à Amsterdam.